# 静岡県道407号静岡草薙清水線

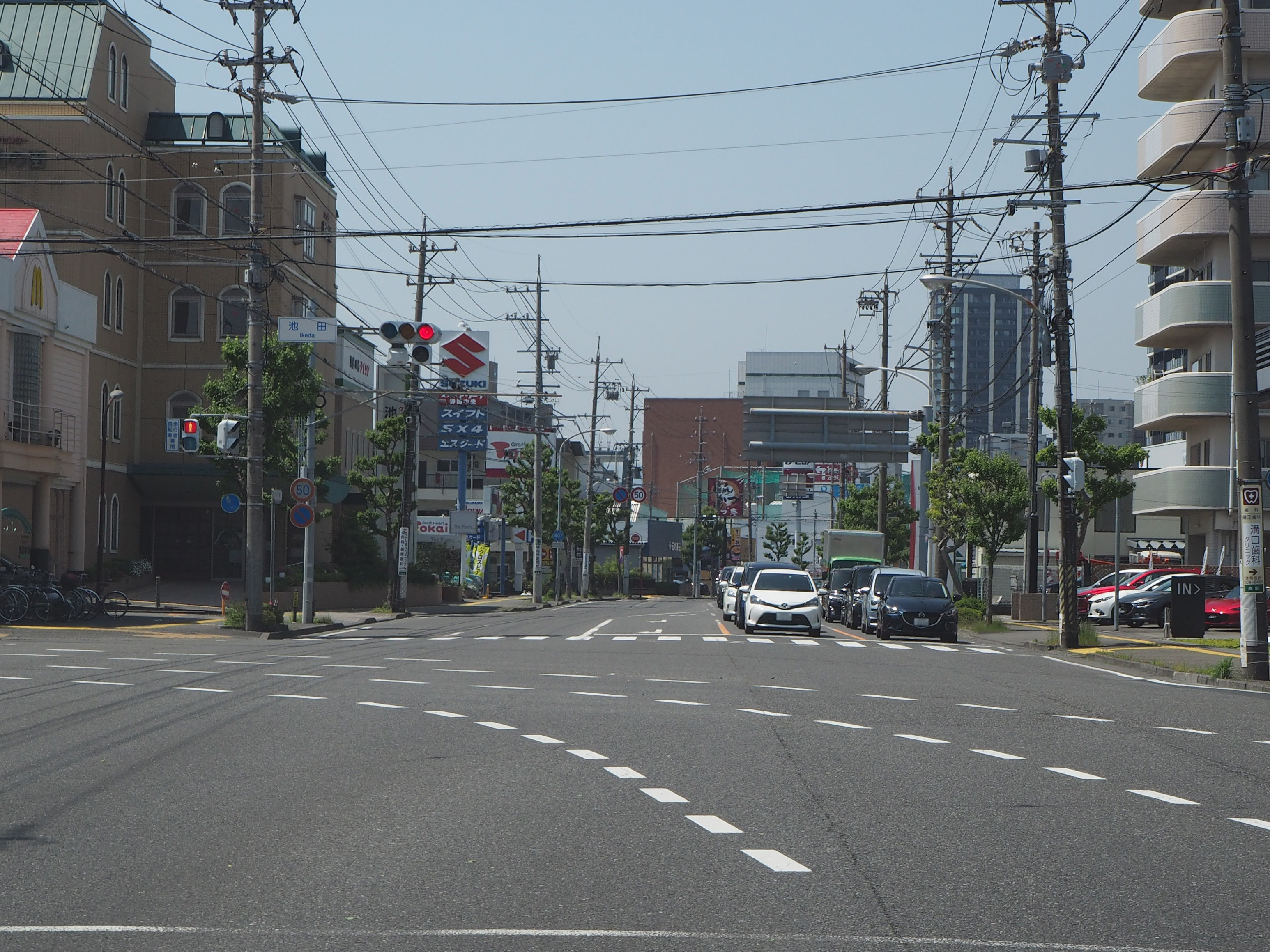
静岡県道407号（静岡市駿河区内にて）

静岡県道407号静岡草薙清水線（しずおかけんどう407ごう しずおかくさなぎしみずせん）は静岡市駿河区と清水区をむすぶ一般県道である。通称「南幹線」。

## 概要

### 路線データ
- 認定：1995年12月1日
- 起点：静岡市駿河区南安倍三丁目（静岡県道84号中島南安倍線交点）
- 終点：静岡市清水区旭町（国道149号交点）
- 総延長：9.9km
- 愛称：南幹線

## 通過する自治体
- 静岡市（駿河区、清水区）

## 重複区間
- 静岡県道354号静岡環状線（2.1km）

## 接続道路
- 静岡県道84号中島南安倍線（静岡市駿河区南安倍三丁目〔始点〕）
- 静岡県道384号高松日出線（駿河区八幡二丁目）
- 静岡県道74号山脇大谷線（駿河区池田）
- 静岡県道197号入江富士見線（清水区入江岡町）
- 静岡県道198号駒越富士見線（清水区桜が丘町）
- 国道149号（清水区相生町〔終点〕）

## 沿線の主要施設
- 静岡女子高等学校
- ジャンボエンチョー静岡店
- ツインメッセ静岡
- 静岡地方気象台
- 静岡市立西豊田小学校
- 静岡県立静岡視覚特別支援学校
- 東海道本線・東静岡駅
- グランシップ静岡
- テレビ静岡
- 国立印刷局静岡工場
- 静岡県草薙総合運動場陸上競技場・静岡県草薙総合運動場硬式野球場
- 静岡県立大学
- 静岡県立美術館
- 静岡県立中央図書館
- 静岡鉄道静岡清水線・県総合運動場駅 - 県立美術館前駅 - 草薙駅 - - 桜橋駅 - 入江岡駅
- 東海道本線・草薙駅
- 静岡市立清水第七中学校
- 静岡市立清水有度第一小学校
- イオン清水店
- 静岡市立清水桜が丘高等学校
- 静岡市清水区役所

## 備考

### 呼称
南幹線
「南幹線」の名称は、もともとは都市計画上の道路名（北街道＝北幹線、国道1号＝中央幹線）であったが、他に適切な名称がなかったこともあり、主に清水側では公式的に広く用いられている。
カネボウ通り
旧静岡市側では、戦前から「カネボウ通り」の通称名が用いられている。名称の由来は、戦前、この通りの西側の中野新田（現：緑が丘町）に鐘淵紡績（現在のクラシエホールディングス）の静岡工場（戦後、東若松町四丁目〔現曲金三丁目のツインメッセ静岡・イトーヨーカ堂が立地〕東洋モスリンの場所に移転。）が存在し、一部開通したばかりのこの道路のどこからも鐘紡の煙突がよく見えたからだという。この通称名も近年、年長者にしか使われなくなりつつあるが、民間の機関が作成する地図や案内図などでは、今でも通りの名称として表記（店名を「カネボウ通り店」とするなど）されることがよくある。
一例として2009年11月現在、葵区役所で配布している「静岡社会保険事務所・年金相談センター案内図」でも「カネボウ通り（南幹線）」と表記されているなど、公共機関発行の印刷物などでも散見できる。
以前は旧・静岡市（現・駿河区）と旧・清水市（現・清水区）の南幹線が接続されていなかった（1990年11月8日に駿河区栗原－同区国吉田間が接続）こともあり、清水区側でこの呼称が使われることはない。
テレしず通り
テレビ静岡と静岡FMは、番組内や交通情報などで「テレしず通り」と呼称する場合がある。テレビ静岡本社が当道路に面していることから、テレビ静岡がこの呼称を考案し、使用を始めた。テレビ静岡本社前には「まことに勝手ながら、テレしず通りと呼ばせていただきます。」旨の看板が設置されているが、この名称はこの2社にほか中日ショッパー（中日新聞系フリーペーパー）程度しか使われていない。この呼称が使われ始めてから年月がさほど経っておらず、沿線住民による自然発生的なものでもないため、一般には全く浸透していない。
なお、同様にマスコミ本社が沿線にある通りの名称（通称）としては静岡放送・静岡新聞社の本社が面している静岡市道・中野小鹿線（南中央通り）もあり、こちらに関しては非公式ながら「SBS通り」の通称で呼ばれているが、テレしず通りとは逆に自然発生的に呼ばれ始め、古くから呼ばれている通称名ということもあり、地元在住・出身者に定着。逆に、静岡市が命名している「南中央通り」と呼ばれることは少ない。